# Широковцы
 Широковцы  — деревня в Кирово-Чепецком районе Кировской области в составе Филипповского сельского поселения.

## География
Расположена на расстоянии примерно 3 км на север-северо-запад по прямой от центра поселения села Филиппово.

## История
Известна с 1706 года как деревня Широковых с 4 дворами, в 1764 году (Широковская) 121 житель. В 1873 году в деревне дворов 23 и жителей 223, в 1905 (Широковская или Широковцы) 30 и 199, в 1926 47 и 264, в 1950 71 и 267, в 1989 113 жителей. Настоящее название утвердилось с 1939 года.

## Население
Постоянное население составляло 125 человек (русские 97%) в 2002 году, 98 в 2010.